# TP d'Or 2011
Aquesta és la llista dels guardonats amb els Premis TP d'Or 2011, entregats el 13 de febrer de 2012 en un acte celebrat als Teatros del Canal i presentat per Jaime Cantizano i Jorge Fernández Madinabeitia. Aquesta va ser l'última entrega d'aquests premis.

## Llista de guardonats
| Categoria                                      | Programa                          | Persona                           | Resultat   |
| ---------------------------------------------- | --------------------------------- | --------------------------------- | ---------- |
| millor actor                                   | Águila roja                       | David Janer                       | Guanyador  |
| millor actor                                   | Cuéntame cómo pasó                | Imanol Arias                      | Nominat    |
| millor actor                                   | Aída                              | Paco León                         | Nominat    |
| millor actriu                                  | Cuéntame cómo pasó                | Ana Duato                         | Guanyadora |
| millor actriu                                  | Gran Hotel                        | Amaia Salamanca                   | Nominada   |
| millor actriu                                  | El Barco                          | Blanca Suárez                     | Nominada   |
| millor presentador/a de varietats i espectacle | Atrapa un millón                  | Carlos Sobera                     | Guanyador  |
| millor presentador/a de varietats i espectacle | El programa de Ana Rosa           | Ana Rosa Quintana                 | Nominada   |
| millor presentador/a de varietats i espectacle | ¡Ahora caigo!                     | Arturo Valls                      | Nominat    |
| millor presentador/a d'Informatius             | Antena 3 Noticias                 | Matías Prats                      | Guanyador  |
| millor presentador/a d'Informatius             | Los desayunos de TVE              | Ana Pastor                        | Nominada   |
| millor presentador/a d'Informatius             | Telediario                        | Ana Blanco                        | Nominada   |
| millor sèrie nacional                          | Águila roja                       | Águila roja                       | Guanyador  |
| millor sèrie nacional                          | Cuéntame cómo pasó                | Cuéntame cómo pasó                | Nominat    |
| millor sèrie nacional                          | Gran Hotel                        | Gran Hotel                        | Nominat    |
| millor sèrie estrangera                        | Downton Abbey                     | Downton Abbey                     | Guanyador  |
| millor sèrie estrangera                        | Els Simpson                       | Els Simpson                       | Nominat    |
| millor sèrie estrangera                        | The Walking Dead                  | The Walking Dead                  | Nominat    |
| millor telenovel·la o serial                   | Amar en tiempos revueltos         | Amar en tiempos revueltos         | Guanyador  |
| millor telenovel·la o serial                   | El secreto de Puente Viejo        | El secreto de Puente Viejo        | Nominat    |
| millor telenovel·la o serial                   | Bandolera                         | Bandolera                         | Nominat    |
| millor informatiu diari                        | Telediario 1                      | Telediario 1                      | Guanyador  |
| millor informatiu diari                        | Informativos Telecinco 15:00      | Informativos Telecinco 15:00      | Nominat    |
| millor informatiu diari                        | Antena 3 Noticias 2               | Antena 3 Noticias 2               | Nominat    |
| millor programa d'actualitat i reportatges     | Callejeros                        | Callejeros                        | Guanyador  |
| millor programa d'actualitat i reportatges     | Españoles en el mundo             | Españoles en el mundo             | Nominat    |
| millor programa d'actualitat i reportatges     | Salvados                          | Salvados                          | Nominat    |
| millor programa d'espectacle i entreteniment   | El hormiguero 3.0                 | El hormiguero 3.0                 | Guanyador  |
| millor programa d'espectacle i entreteniment   | El club de la comedia             | El club de la comedia             | Nominat    |
| millor programa d'espectacle i entreteniment   | La hora de José Mota              | La hora de José Mota              | Nominat    |
| millor magazine                                | El programa de Ana Rosa           | El programa de Ana Rosa           | Guanyador  |
| millor magazine                                | Espejo público                    | Espejo público                    | Nominat    |
| millor magazine                                | Sálvame diario                    | Sálvame diario                    | Nominat    |
| millor programa d'esports                      | Deportes Cuatro                   | Deportes Cuatro                   | Guanyador  |
| millor programa d'esports                      | Campeonat del món de motociclisme | Campeonat del món de motociclisme | Nominat    |
| millor programa d'esports                      | Minuto y resultado                | Minuto y resultado                | Nominat    |
| millor concurs                                 | Atrapa un millón                  | Atrapa un millón                  | Guanyador  |
| millor concurs                                 | Tu cara me suena                  | Tu cara me suena                  | Nominat    |
| millor concurs                                 | Pasapalabra                       | Pasapalabra                       | Nominat    |
| millor reality                                 | Supervivientes                    | Supervivientes                    | Guanyador  |
| millor reality                                 | Gran Hermano                      | Gran Hermano                      | Nominat    |
| millor reality                                 | Pekín Express                     | Pekín Express                     | Nominat    |
| millor programa infantil/juvenil               | Bob Esponja                       | Bob Esponja                       | Guanyador  |
| millor programa infantil/juvenil               | Phineas i Ferb                    | Phineas i Ferb                    | Nominat    |
| millor programa infantil/juvenil               | Megatrix                          | Megatrix                          | Nominat    |
| millor anunci                                  | Coca-Cola                         | Coca-Cola                         | Guanyador  |
| millor anunci                                  | Loteria Nacional                  | Loteria Nacional                  | Nominat    |
| millor anunci                                  | Freixenet                         | Freixenet                         | Nominat    |
| Premi Especial a tota una vida                 | Asunción Balaguer                 | Asunción Balaguer                 | Guanyadora |